# Lorenzo Coltellacci
Lorenzo Coltellacci (Roma, 1992) è uno sceneggiatore italiano e traduttore di fumetti e albi illustrati.
È laureato in lingue straniere all'Università di Roma Tre e specializzato in Cooperazione internazionale all'Università La Sapienza di Roma.
È sceneggiatore di graphic novel principalmente per il mercato italiano e francese. Per Tunué, tra gli altri, ha scritto la biografia a fumetti di M. C. Escher, "Escher - Mondi impossibili", pubblicata nel 2022, con i disegni di Andrés Abiuso, finalista alla XI edizione del Premio Divulgazione Scientifica Giancarlo Dosi. È stata tradotta in Spagna e in Germania e, a partire dalla mostra dedicata a M. C. Escher, curata da Arthemisia, presso Palazzo Bonaparte a Roma, dal 31 ottobre 2023 al 5 maggio 2024, è menzionata nel catalogo delle mostre dell'artista.
Per Feltrinelli Comics, successivamente, ha firmato la sceneggiatura delle prime biografie a fumetti italiane sui Joy Division, "È mia la colpa. La vita dei Joy Division", pubblicata nel 2024, e sui The Cure, "Morire non importa. The Cure: le radici del mito", pubblicata nel 2025, entrambe con i disegni di Mattia Tassaro.
I suoi fumetti e albi illustrati per l'infanzia sono pubblicati in Italia, Francia, Germania, Spagna, Portogallo, Taiwan  e Corea.

## Opere

### Graphic novel
- Un singolo passo[22], con i disegni di Niccolò C. Cedeno (Tunué, 2020). ISBN 9788867902606
- Escher - Mondi impossibili, con i disegni di Andrés Abiuso (Tunué, 2022; Avenauta, 2022; Knesebeck, 2023). ISBN 9788867903245
- Comme si c'était arrivé[23][24], con i disegni di Tamara Tantalo (Sarbacane editions, 2022; Tunué, 2023). ISBN 9782377318087
- Le dernier vol, con i disegni di Davide Aurilia (Steinkis editions, 2024). ISBN 9782368466964
- È mia la colpa. La vita dei Joy Division, con i disegni di Mattia Tassaro (Feltrinelli Comics, 2024). ISBN 9788807551635
- I pirati del tempo, con i disegni di Marco Valducci (Sabir editore, 2024). ISBN 9788831460743
- Morire non importa. The Cure: le radici del mito, con i disegni di Mattia Tassaro (Feltrinelli Comics, 2025). ISBN 9788807551871
- È mia la colpa. Edizione POP, con i disegni di Mattia Tassaro (Feltrinelli Comics, 2025). ISBN 9788807551888.

### Albi illustrati
- La cartaccia, illustrato da Viola Gullo, 32 pp. (Camelozampa, 2023; Binibunny Books, 2024). ISBN 9791254640944
- Nina, nonna e le piante, illustrato da Giovanni Colaneri, 36 pp. (Carthusia, 2024; Binibunny Books, 2025). ISBN 9788869451928
- Le mystérieux géant, illustrato da Lorenzo Sangiò, 36 pp. (Palomita, 2024; Alfarroba, 2024; Lapis, 2025; Kókinos 2025; Shanghai Juvenile & Children's Publishing House, 2025; Kids Can Press, 2025). ISBN 9782492928208
- Trova papà, illustrato da Anna Quaranta, 32 pp. (Errekappa, 2024). ISBN 9791281451094
- Zanzarita, illustrato da Cecilia Cavallini, 40 pp. (Pane e sale, 2024). ISBN 9788855381918
- Bimbo Baffo, illustrato da Gloria Di Bella, 36 pp. (Pièdimosca, 2024). ISBN 9791280289452
- La marguerite, illustrato da Cristina Trapanese, 36 pp. (Palomita, 2025). ISBN 9782492928291
- BUA, illustrato da Daniela Berti, 32 pp. (Camelozampa, 2025). ISBN 9791254641880
- Per sopravvivere su un'isola deserta, illustrato da Alice Ourghanlian, 32 pp. (Camelozampa, 2025; Diancan, 2025; Via Lúdica, 2025; Kookmin Books, 2025) ISBN 9791254641897

### Traduzioni dall'inglese all'italiano
- Colonus, di Ken Pisani e Arturo Lauria (Edizioni Inkiostro, 2017). ISBN 9788899413590
- Empty Zone. Parlando coi morti, di Jason Shawn Alexander (Edizioni Inkiostro, 2018). ISBN 9788899413781
- Black Dog. The dreams of Paul Nash, di Dave McKean (Edizioni Inkiostro, 2019). ISBN 9788832292008
- Dietro le quinte di «Ritorno al futuro», a cura di Michael Klastorin e Randal Atamaniuk (Saldapress, 2023). ISBN 9791254610381

### Romanzi, racconti e altro
- Dove sei? (Leucotea edizioni, 2012). ISBN 9788897770053
- L'attesa - racconti (Leucotea edizioni, 2014). ISBN 9788899067069
- Kamasmart - Le dimensioni non contano[25][26], illustrato da Guido Astolfi (Magic Press, 2016). ISBN 9788877597946